# Chapelle-sur-Moudon
Chapelle-sur-Moudon es una localidad y antigua comuna suiza del cantón de Vaud, situada en el distrito de Gros-de-Vaud. Desde el 1 de enero de 2013 hace parte de la comuna de Montanaire.

## Historia
La primera mención escrita de Chapelle-sur-Moudon data de 1177 bajo el nombre de Capellam, en 1228 es mencionada como Cappella Vualdana. Durante el antiguo régimen fue llamada Chapelle Vaudanne, y tras la proclamación del cantón de Vaud y hasta 1953 Chapelle (VD). La comuna formó parte hasta el 31 de diciembre de 2007 del distrito de Moudon, círculo de Saint-Cierges. La comuna mantuvo su autonomía hasta el 31 de diciembre de 2012. El 1 de enero de 2013 pasó a ser una localidad de la comuna de Montanaire, tras la fusión de las antiguas comunas de Chanéaz, Chapelle-sur-Moudon, Correvon, Denezy, Martherenges, Neyruz-sur-Moudon, Peyres-Possens, Saint-Cierges  y Thierrens.

## Geografía
La antigua comuna limitaba al norte con la comuna de Saint-Cierges, al este con Moudon y Martherenges, al sur con Jorat-Menthue, al suroeste con Peyres-Possens, y al oeste con Boulens.